# جانيت براون غيورنسي
جانيت براون غيورنسي (بالإنجليزية: Janet Guernsey) هي فيزيائية أمريكية، ولدت في 2 مارس 1913 في Germantown, Philadelphia ‏ في الولايات المتحدة، وتوفيت في 26 أغسطس 2001.